# Éparchie de Banja Luka
L'éparchie de Banja Luka (en serbe cyrilique : Бањалучка епархија ; en serbe latin : Banjalučka eparhija) est une éparchie, c'est-à-dire une circonscription de l'Église orthodoxe serbe. Située au nord-ouest de la Bosnie-Herzégovine, elle a son siège à Banja Luka. En 2006, elle est administrée par l'évêque Jefrem.

## Histoire

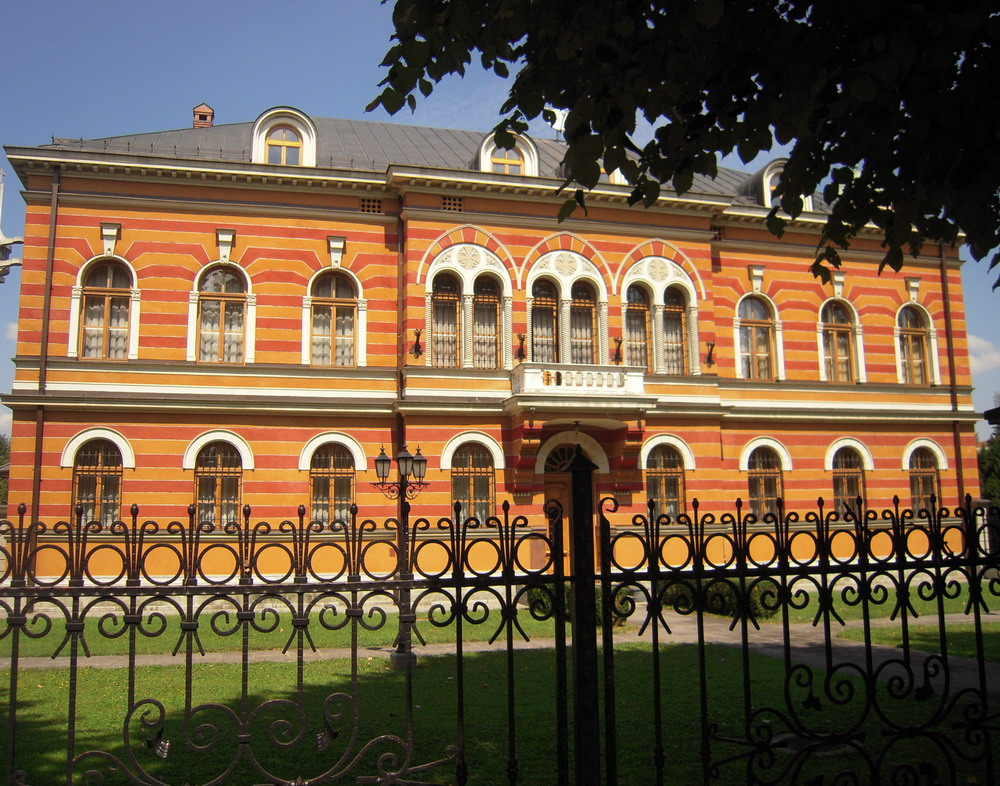
Le palais épiscopal à Banja Luka

### Évêques
L'éparchie a été créée en 1900. Au XXe siècle, les évêques suivant ont administré l'éparchie.
- Evgenije Letica (1858-1933), évêque de 1900 à 1907 ;
- Vasilije Popović, de 1908 à 1938 ;
- Platon Jovanović, en 1940 et 1941 ;
- Vasilije Kostić, de 1947 à 1961 ;
- Andrej Frušić, de 1961 à 1980 ;
- Jefrem Milutinović, en fonction depuis 1980.

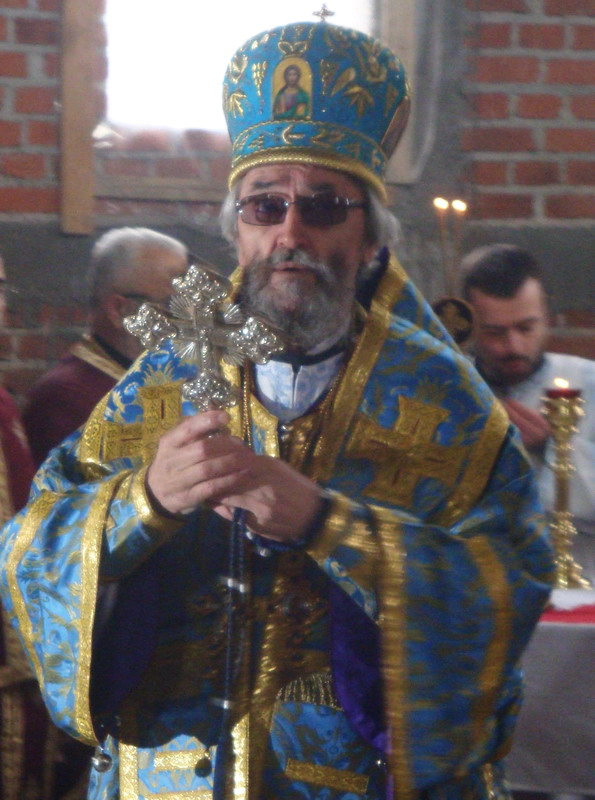
L'évêque Jefrem.

## Subdivisions territoriales
L'éparchie de Banja Luka compte 10 archidiaconés (arhijerejska namesništva), eux-mêmes subdivisés en municipalités ecclésiastiques (crkvene opštine) et en paroisses (parohije).

## Monastères
L'éparchie de Banja Luka compte notamment les monastères suivants :